# اتگرسلبن
اتگرسلبن (به آلمانی: Etgersleben) یک منطقهٔ مسکونی در آلمان است که در بورد-هاکل واقع شده‌است. اتگرسلبن ۷۹۸ نفر جمعیت دارد.